# Nyhem, Mullsjö kommun
Nyhem ligger i Mullsjö kommun i Sverige. Här hålls årligen Nyhemsveckan sedan 1917. Även Nyhemshallen, där Mullsjö AIS spelar sina hemmamatcher i innebandy, är belägen här.